# Ibrahim Elmadfa

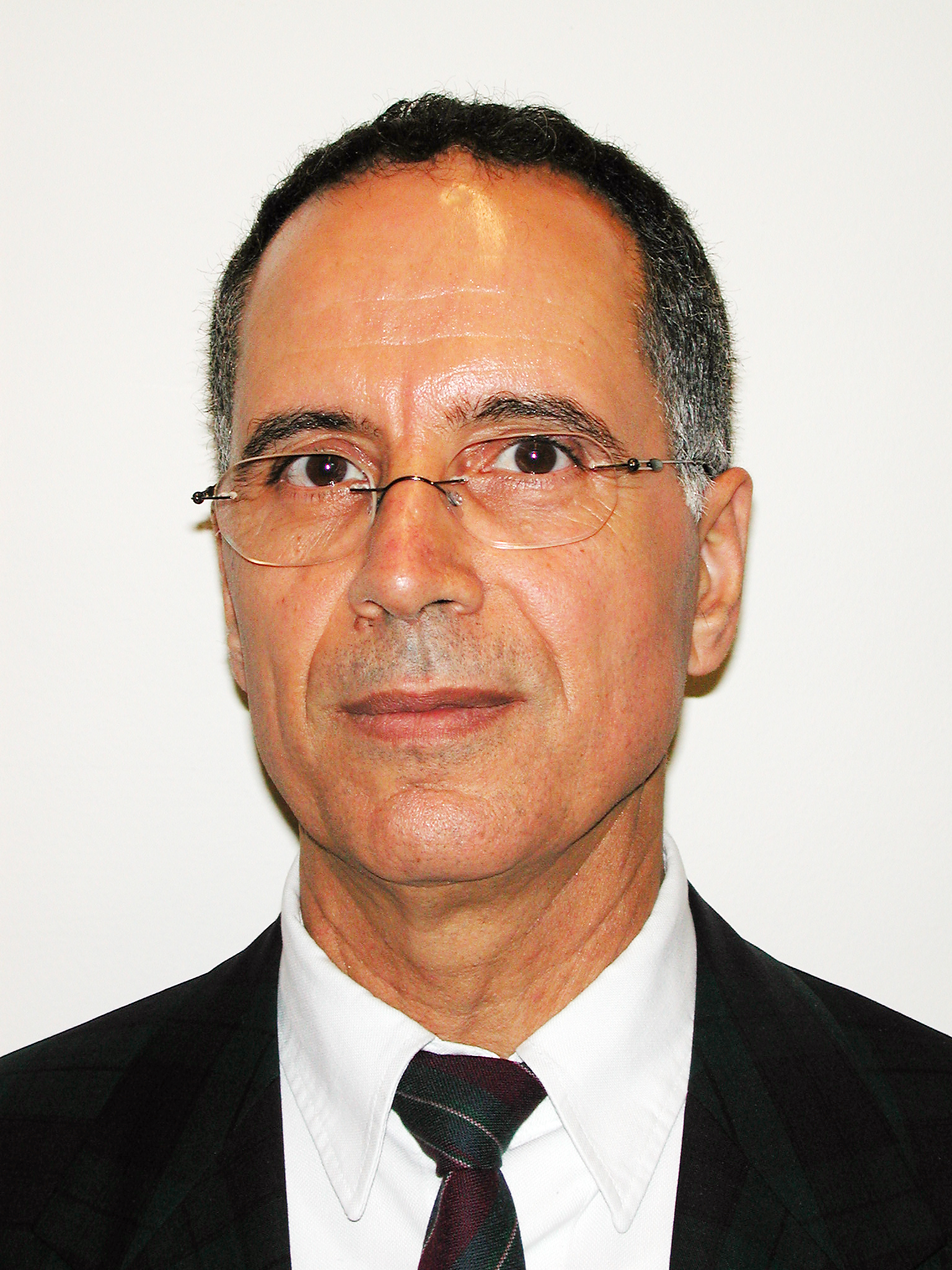
Ibrahim Elmadfa (2001)

Ibrahim Elmadfa إبراهيم المدفع(* 21. September 1943 in Jaffa) ist ein palästinensischer Ernährungswissenschaftler.

## Wissenschaftlicher Werdegang
Elmadfa studierte bis 1966 Ernährungstechnologie in Kairo und von 1966 bis 1968 Ernährungswissenschaften an der Justus-Liebig-Universität Gießen. Hier promovierte er 1970 und habilitierte sich 1975 als erster Professor bundesweit im Fach Ernährungsphysiologie. Er nahm 1980 eine Professur für Humanernährung an der Gießener Universität an und wechselte 1990 an den neugeschaffenen Lehrstuhl für Ernährungswissenschaften der Universität Wien, den er bis 2011 innehatte.

## Forschungstätigkeit
Seine Forschung widmete sich der Wirkungsweise und dem Bedarf verschiedener Nährstoffe bei gesunden und kranken Menschen. Zudem untersuchte er den Ernährungsstatus und das Ernährungsverhalten verschiedener Bevölkerungsgruppen. Einen weiteren Schwerpunkt seiner Arbeit stellte die Erfassung der Aufnahme von Lebensmittelzusatzstoffen in der Bevölkerung und deren Ausmaß dar.

## Mitgliedschaften
Er war Präsident der Österreichischen Gesellschaft für Ernährung und Vorsitzender der Österreichischen Codexkommission im Bereich „Neuartige Lebensmittel“. 2001–2017 war Ibrahim Elmadfa im Präsidium der Deutschen Gesellschaft für Ernährung (DGE) vertreten. Hier war er maßgeblich an der Koordination und Erstellung der D-A-CH-Referenzwerte für die Nährstoffzufuhr beteiligt. Auch mehrere österreichische und europäische Ernährungs- und Gesundheitsberichte gehen auf seine Koordination und Mitarbeit zurück.
Elmadfa war Mitglied zahlreicher internationaler Fachkommissionen, u. a. der UNICEF, der FAO, der UNDP und der WHO.

## Publikationen
Elmadfa veröffentlichte über 400 wissenschaftliche Publikationen, zudem Lehrbücher, Fachbücher sowie Nährwerttabellen. Von 2000 bis 2011 war er Chefredakteur der Annals of Nutrition and Metabolism und des Forum of Nutrition.

## Ehrungen und Preise
- Großes Silbernes Ehrenzeichen der Republik Österreich, 2013[6]
- Ehrenmitgliedschaft der DGE, 2017[7]